# カヴァタッピ

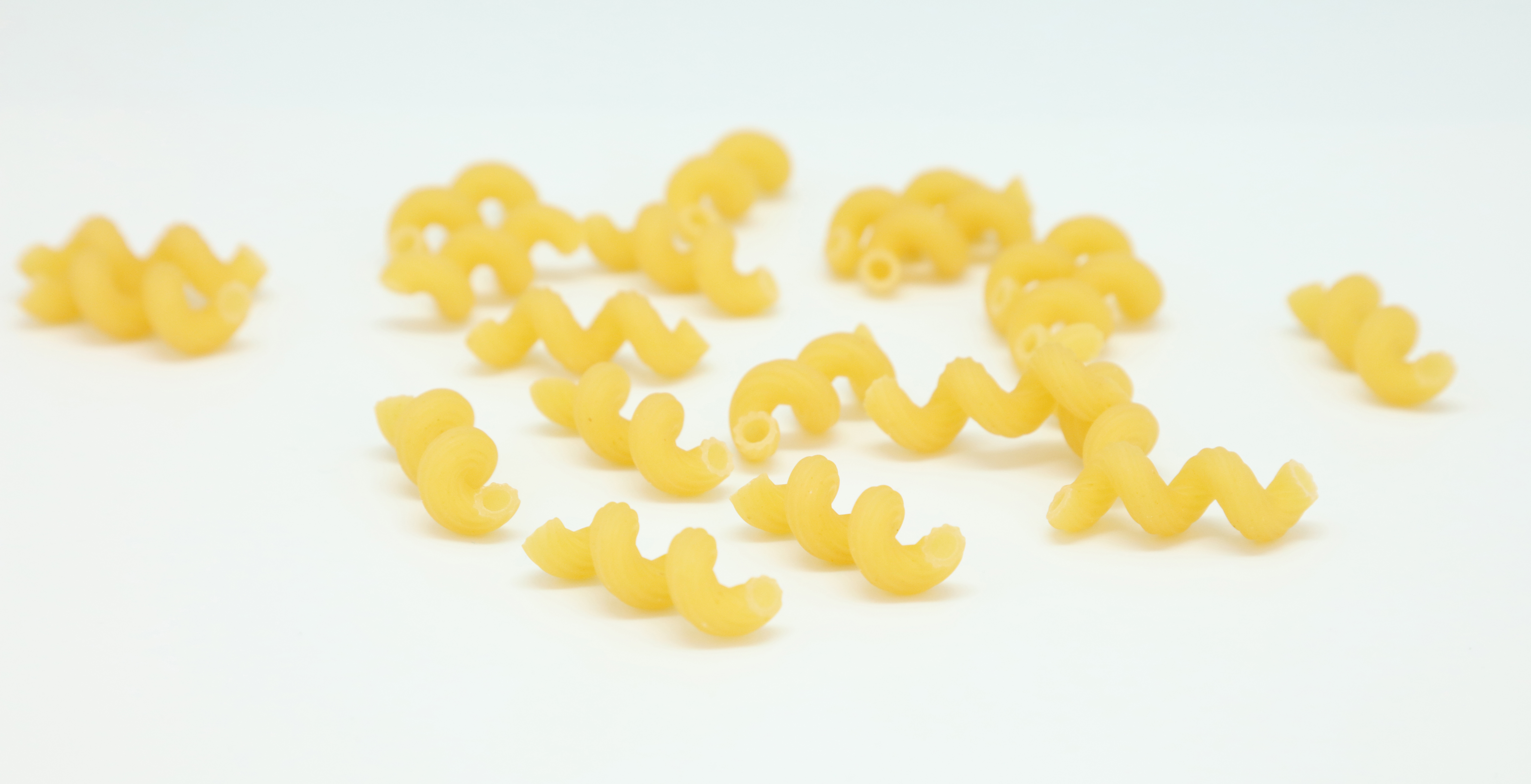
カヴァタッピ

カヴァタッピ（cavatappi）はパスタの一種。らせん状のマカロニを指す。トルテリョーニ（tortiglioni）ともいう。このほかcellentani、amori、spirali、fusilli rigati、scoobi doo等と呼ばれることもある。
語源は栓抜き（コルクスクリュー）から。